# Регент (диамант)
Диамантът „Регент“, наричан още „Пит Регент“, тежи 410 карата (82 грама) и е намерен през 1700 или 1701 г. в Индия.
Легендата разказва, че робът, който открил елмаза, решил да го скрие и да го продаде. Затова разрязал крака си и скрил елмаза в раната. На брега на река Ганг обаче се наложило да сподели тайната с лодкаря, защото нямал с какво да му плати. Робът обещал да се издължи, след като продаде елмаза. Така и не изпълнил уговорката, защото лодкарят го убил с веслото в средата на реката. В пристанището убиецът продал за 1000 фунта елмаза и пропил парите, но съвестта му проговорила и той се обесил.
По-късно скъпоценният камък станал собственост на английския губернатор на град Мадрас, бившия пират Томас Пит, а според други легенди—Уилям Пит. Той купил елмаз „като чиста вода“, с размери 30 х 29 х 19 мм, за 20 000 фунта стерлинги от местния ювелир и го дал за обработка.
Брилянтът придобил форма на костилка от праскова и бил отнесен в Лондон, където Пит го продал през 1717 г. на регента на Франция—Орлеанския херцог—за 125 000 фунта стерлинги. От този момент бил наречен „Регент“.
Украсявал е ефеса на шпагата на Наполеон. През 1799 г. той заложил брилянта, за да извърши преврат и да стане първия консул на Франция. По-късно, като император, Наполеон откупил брилянта.
След заточаването на Наполеон „Регент“ отново влиза в кралската съкровищница и не излиза оттам до 1940 г. въпреки многобройните икономически кризи, заради които много ценности от хазната на Франция я напуснали или били ту залагани, ту откупувани. През 1940 г. брилянтът „Регент“ бил скрит от нацистите, като бил зазидан в полицата над камина на замъка Шабор.
Сега „Регент“ се пази във френския музей Лувър. След последната обработка теглото на брилянта е 27,35 грама, а стойността му възлиза на 3 милиона щатски долара.